# Padiglione centrale della VDNCh
Il Padiglione n. 1 "Central'nyj" (in russo Павильон № 1 «Центральный»?, Pavil’on № 1 «Central’nyj») dell'Esposizione delle conquiste dell'economia nazionale fu costruito tra il 1951 e il 1954 su progetto di J. V. Šuko ed E. A. Stoljarov. All'Esposizione agricola pansovietica del 1939, il Padiglione si trovava sul sito della piazza tra le fontane Kamennyj zvetok e Družba narodov SSSR. L'altezza del padiglione con la guglia è di 97 metri.

## Storia

### Padiglione originale del 1939

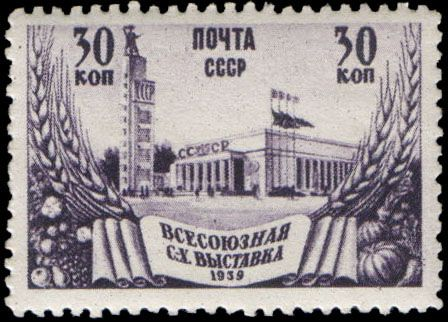
Il padiglione principale su un francobollo sovietico del 1939.

Il monumentale edificio del Padiglione Principale dell'Esposizione agricola pansovietica è stato progettato dall'accademico Georgij Šuko e dal Professor Gel'frejch. Dall'ingresso principale del 1939 vi era un viale che conduceva al padiglione di legno. Una torre di cinquanta metri fu costruita vicino al padiglione, sulla quale fu installato il simbolo della mostra, la scultura "Trattorista e kolchoziana". Il padiglione era decorato con gli undici stemmi delle repubbliche sovietiche e l'emblema dell'URSS. Sulla piazza dei kolchoz situata davanti all'edificio, vi erano le statue di Lenin e Stalin.
Essendo il primo della mostra, il padiglione principale è stato progettato per riflettere le vittorie socialiste del paese nei campi della struttura sociale e statale, dell'economia, della cultura e della vita quotidiana. Con l'aiuto di vivide immagini artistiche, il regime mostrò come i bolscevichi riuscirono a trasformare il vecchio e miserabile villaggio imperiale in un fiorente villaggio sovietico, e a quali risultati era giunta l'agricoltura a seguito della sua ristrutturazione su basi socialiste.
All'interno del padiglione vi erano cinque ampie sale con numerosi dipinti, panorami, sculture e fotografie che servivano da propaganda per il governo sovietico, con le quali venivano esposte le migliori fattorie statali, MTS e Kolchoz e alcuni dei principali lavoratori agricoli stacanovisti.

### Padiglione del 1954
Durante la ricostruzione postbellica della VSChV, il piano generale del 1950, sviluppato sotto la guida di A. F. Žukov ed R. R. Kliks, prevedeva una significativa espansione e riqualificazione del territorio d'insieme della mostra e la creazione di un viale centrale principale.
Negli anni cinquanta, a causa del fatto che il vecchio padiglione principale non rientrava più nella nuova composizione ampliata e architettonico-stilistica del parco appena ricostruito, fu deciso di smantellare l'edificio in legno e di erigere un nuovo padiglione. Fu effettuato un concorso al quale furono presentati numerosi progetti realizzati dai più importanti architetti sovietici dell'epoca, ma alla fine il progetto vincitore fu quello di J. V.  Šuko ed E. A. Stoljarov.
Nel 1959, quando fu istituita la VDNCh come esposizione delle conquiste nazionali sovietiche, il Padiglione principale iniziò a mettere in mostra i risultati ottenuti dall'URSS in vari settori della scienza, dell'economia e dell'industria. Le mostre tematiche venivano programmate per coincidere con l'apertura dei congressi e delle riunioni plenarie del Comitato Centrale del Partito Comunista dell'Unione Sovietica.
Nel 1963, il padiglione principale fu ribattezzato in "Central'nyj".
In occasione del cinquantesimo anniversario della rivoluzione d'ottobre, nel 1967 fu posta una mappa elettronica di 300 m2 del territorio sovietico con illuminati i centri principali e le opere industriali maggiori.
Tra il 1988 e il 1990 nella ex sala "L'URSS nella lotta per la pace" (in russo СССР в борьбе за мир?, SSSR v bor'be za mir), fu allestita la mostra "Il sistema automatizzato statale di informazione scientifica e tecnica" (in russo Государственная автоматизированная система научно-технической информации?, Gosudarstvennaja avtomatizirovannaja sistema naučno-techničeskoj informacii) con accesso interattivo alle banche dati elettroniche degli istituti informatici sovietici. Gli specialisti potevano ricevere informazioni da remoto su un argomento di loro interesse tramite un modem, come annotazioni di articoli scientifici, monografie, progetti di ricerca e sviluppo, abstract di tesi o brevetti in tutti i settori dell'economia nazionale.
Dal 1990 al 1999, fu attiva la mostra "Il mondo delle scoperte" (in russo Мир открытий?, Mir otkrytij), dove bambini e adolescenti apprendevano i fenomeni fisici tramite giochi ed esperimenti. Durante tale mostra furono presentati i primi programmi di sviluppo di computer domestici ed un laboratorio sull'olografia.
Negli anni novanta l'edificio del padiglione era in condizioni fatiscenti e durante la costruzione di un secondo piano, i pesanti lampadari di lusso furono sostituiti da semplici lampade fluorescenti mentre il parquet originale fu irrimediabilmente rovinato. Agli esterni, frammenti di decorazioni in ottone e alluminio anodizzato furono rubati dai vandali, il granito fu sostituito con piastrelle colorate e parte del vecchio rivestimento sui balconi ai lati dell'edificio fu rovinato. Sono sopravvissute soltanto alcune grate originali in ottone sulle finestre del seminterrato, mentre il resto è stato sostituito con delle riproduzioni.
Il 21 dicembre 2000, fu aperta la "Casa dei popoli della Russia" (in russo Дом народов России?, Dom narodov Rossii) nella sala centrale rotonda del padiglione, mentre le altre sale furono affittate da società commerciali private.
In occasione del rilancio e della ristrutturazione della VDNCh tra il 2014 e il 2018, la facciata esterna del padiglione è stato ripulita, i bassorilievi sono stati ricostruiti assieme ad altre decorazioni e le statue in bronzo e la stella d’oro sono state restaurate.
Nella notte del 12 dicembre 2017, il padiglione ha subito un grave incendio localizzato in un'area dietro l'emblema dell'Unione Sovietica.

### Ritrovamenti
Durante i restauri del 2014, nella sala 9 del padiglione dietro una parete di compensato, è stato scoperto un altorilievo di Evgenij Vučetič "Gloria al popolo sovietico, portatore della bandiera della pace nel mondo!" (in russo Знаменосцу мира, советскому народу — слава!?, Znamenoscu mira, sovetskomu narodu — slava!).
Nel settembre 2014, il dipinto di Aleksandr Gerasimov  "Il II Congresso dei kolchozniki e degli udarniki" (in russo II съезд колхозников и ударников?, II sʺezd kolhoznikov i udarnikov) è stato trovato nel seminterrato del padiglione. La grande tela, dipinta con la tecnica della pittura ad olio, è stata trasferita in un altro edificio per il restauro.

## Descrizione

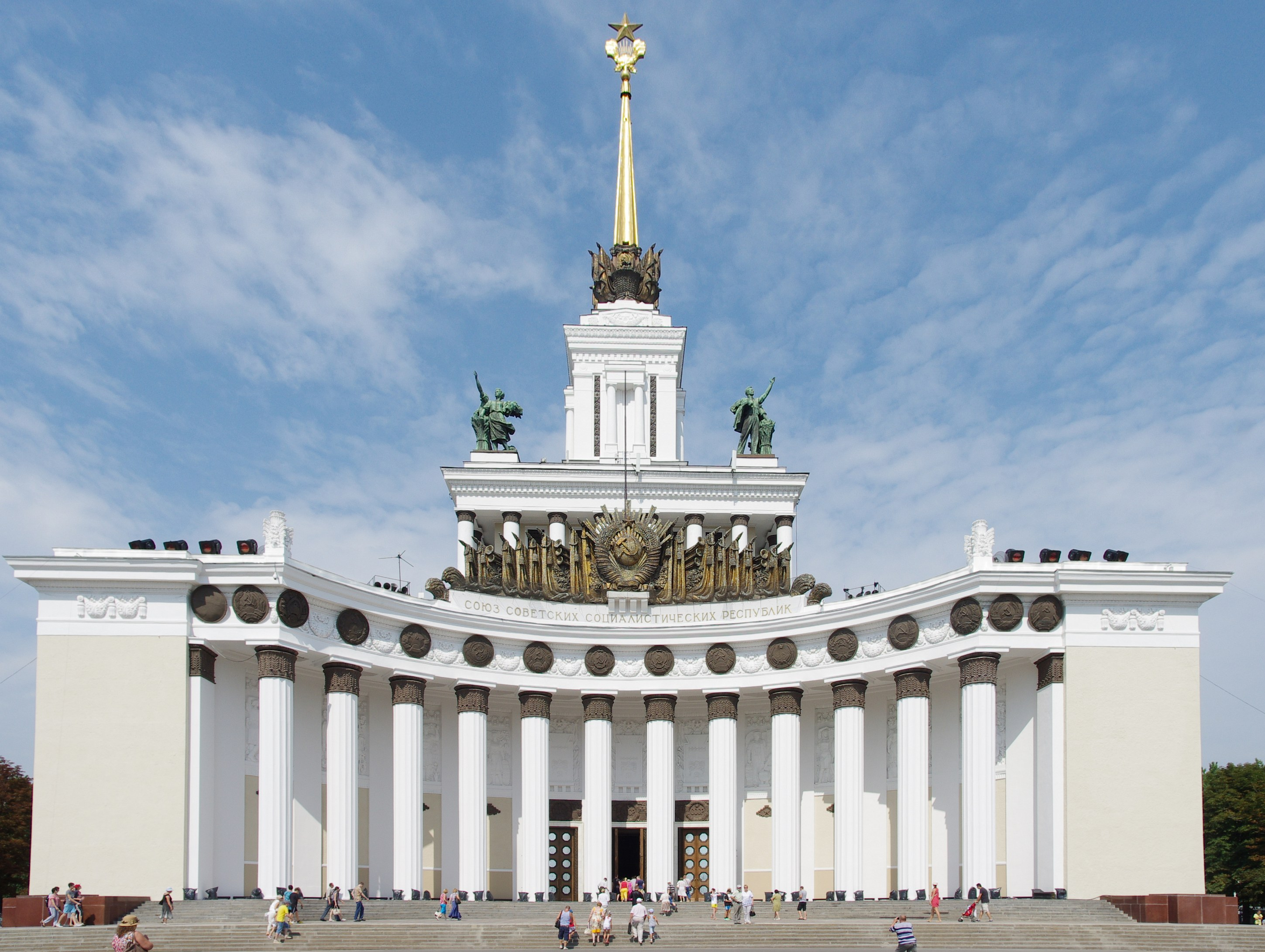
La facciata del padiglione centrale nel 2014

Il nuovo edificio è stato costruito sul territorio della VDNCh come la nuova architettura dominante dell'insieme delle piazze dei kolchoz.
Tra l'arco dell'ingresso principale alla VDNCh e il padiglione vi è un viale di 14 fontane in ghisa. Il padiglione è progettato secondo le tradizioni dell'architettura classica socialista e ricorda la torre centrale del palazzo dell'Ammiragliato di San Pietroburgo. Gli autori impiegarono il principio architettonico del Palazzo dei Soviet, ovvero proporzioni progettate per la percezione da punti distanti, dettagli laconici, nonché la gradualità della composizione. Con sporgenze che ricordano i gradini di una scala gigante, il padiglione si eleva verso il cielo ed è incoronato da una guglia dorata con una stella a cinque punte.
La scultura a Vladimir Lenin di Pëtr Jacyno, che oggi si trova di fronte al Padiglione centrale, prima dell'apertura della VDNCh nel 1954 si trovava sul piedistallo sinistro delle scale del padiglione abbinato alla scultura a Iosif Stalin, che rimase sulla destra fino al 1962.

### Facciata
L'aspetto esterno del padiglione centrale è austero e quasi privo di lussureggianti decorazioni in stucco. Il piano terra è decorato con composizioni in stucco di falci e martelli con architravi situati sulla parte orizzontale della trabeazione che giace sui capitelli delle colonne, decorati con ghirlande di frutta, verdura e medaglioni. Come nel precedente padiglione, sulla facciata furono installati l'emblema dell'Unione Sovietica ed i medaglioni con gli stemmi delle 16 repubbliche sovietiche esistenti fino al 1954.

Sopra la base vi è un parallelepipedo costituito da arcate sui cui vertici sono installate quattro coppie di statue in bronzo rappresentanti dei contadini. Al centro si erge un altro parallelepipedo che termina con un emblema con falce e martello e funge da base per la guglia dorata. Sulla cima, vi è una stella a cinque punte che richiama il simbolo comunista della stella rossa.

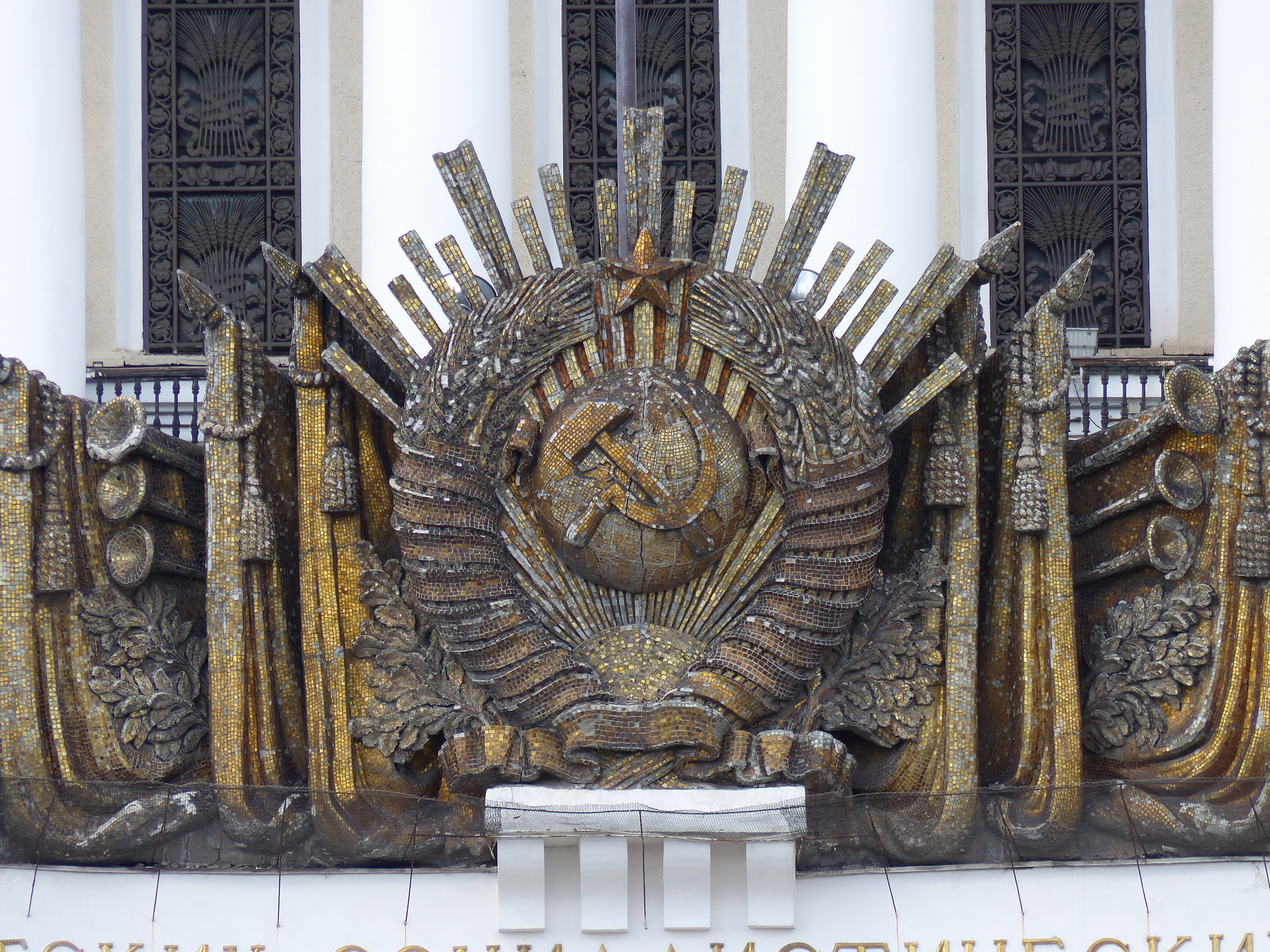
L'emblema dell'URSS con i pennoni.
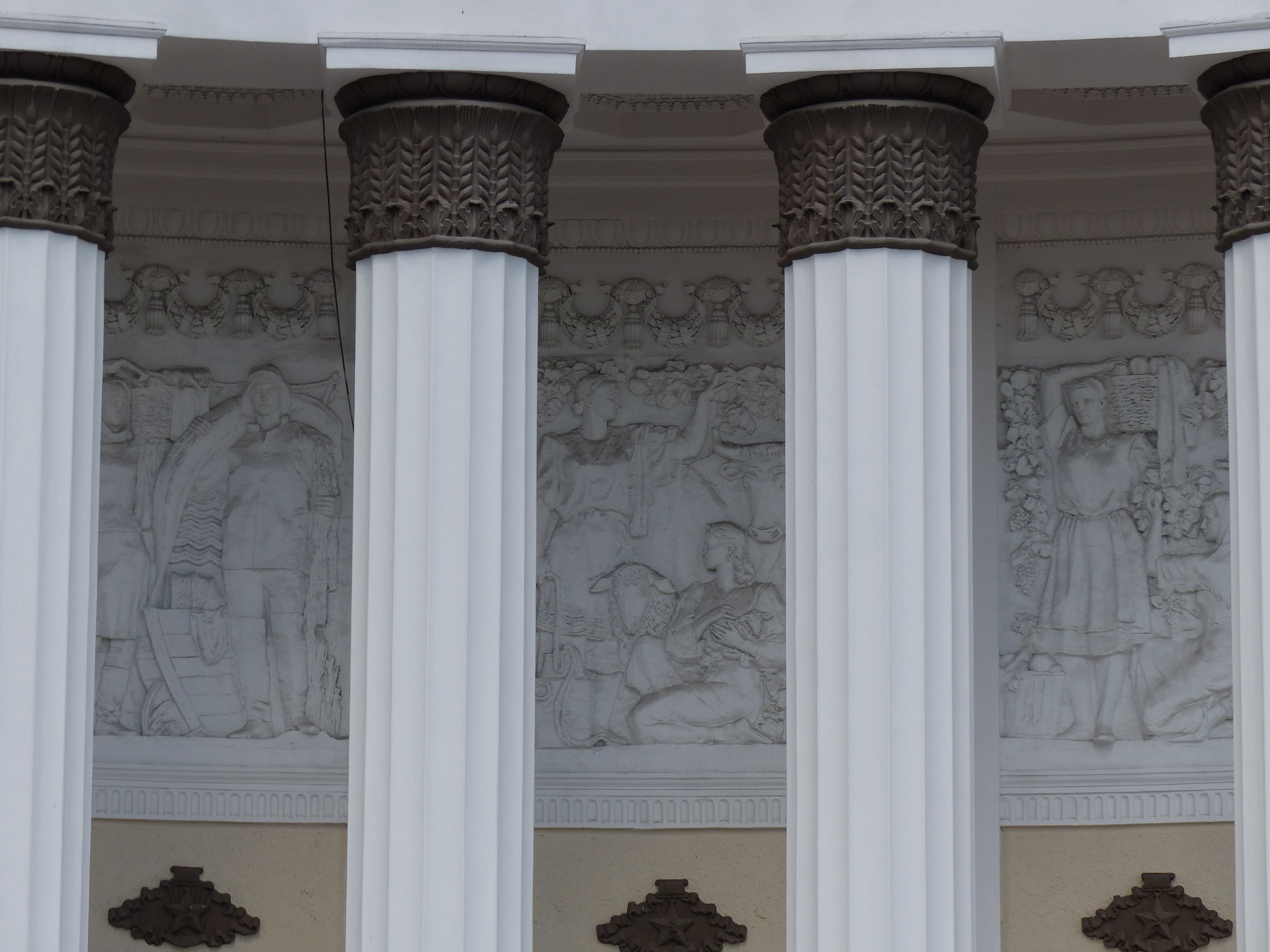
Bassorilievi dedicati ai lavoratori dietro l'arcata frontale.
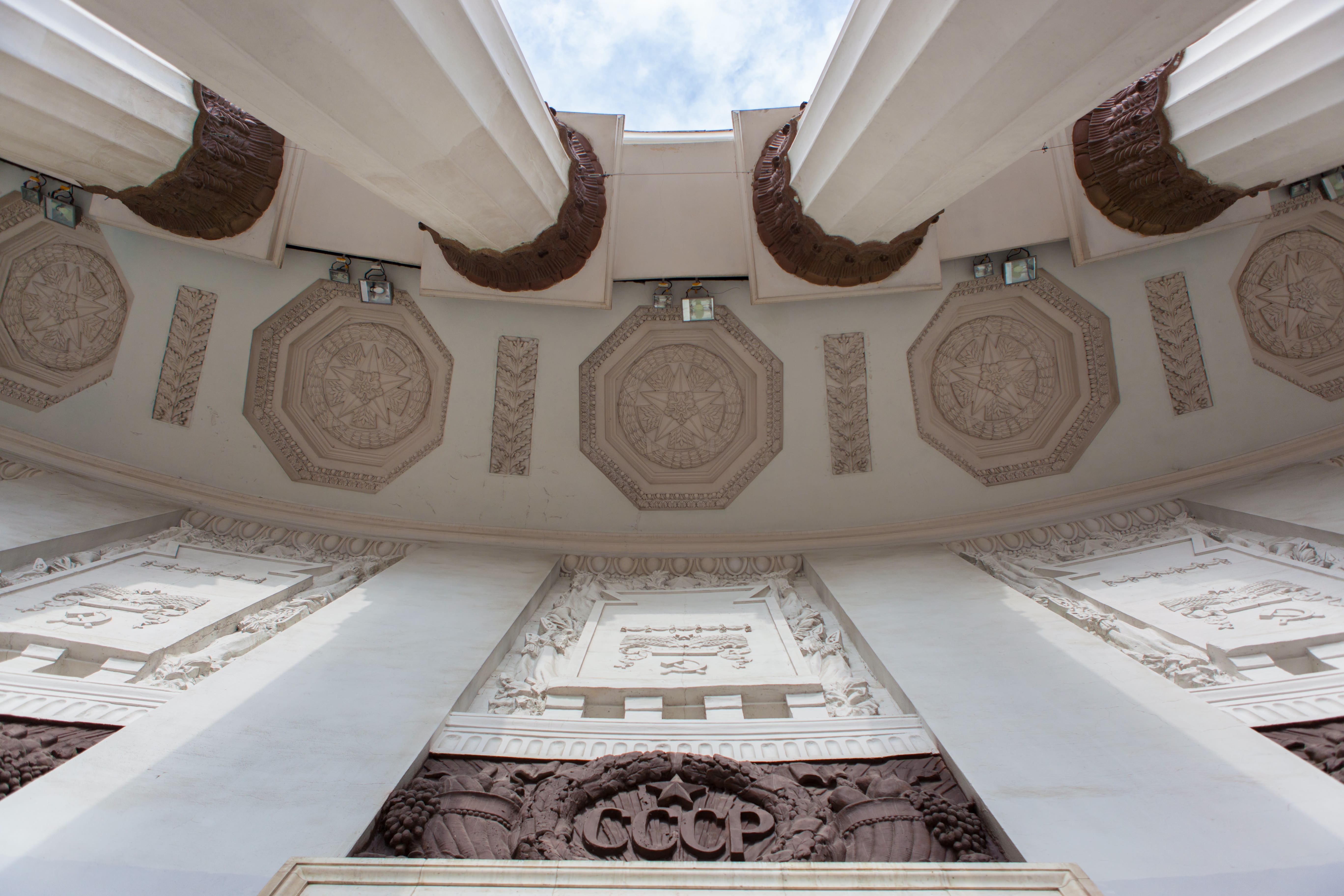
Motivi decorativi delle campate.

### Interni
L'esposizione del padiglione riflette le principali pietre miliari della storia dello stato sovietico e poi russo, i successi nell'industrializzazione, nell'agricoltura, nella scienza e nella cultura. All'interno del padiglione vi sono nove sale espositive decorate con marmi artificiali, sculture e dipinti dei più importanti artisti sovietici come Aleksandr Gerasimov, Aleksandr Dejneka, Pavel Sokolov-Skalja, Matvej Manizer, Evgenij Vučetič ed altri.
La prima sala fu dedicata alla rivoluzione d'ottobre, dove vi erano i pannelli monumentali dedicati agli eventi chiave della storia dell'URSS, come l'assalto al Palazzo d'Inverno di Sokolov-Skalja e la proclamazione del potere sovietico da parte di Lenin in un quadro di Vladimir Serov. Erano presenti anche due gruppi scultorei dedicati agli eroi civili della rivoluzione, ovvero i soldati dell'Armata rossa e i partigiani.
Subito dopo vi era la grande sala dedicata alla Costituzione sovietica del 1936, la cui decorazione era un'enorme cupola decorata con una citazione dal primo distico dell'inno dell'Unione Sovietica, una statua di Lenin, otto complessi scultorei dedicati ai principali mestieri del popolo sovietico e realizzati sotto la supervisione di Manizer.
L'atrio generale è stato decorato da quattro affreschi sui temi del lavoro, del tempo libero, delle elezioni e degli insegnamenti, in combinazione con sculture del felice popolo sovietico di Matvej Manizer. La successiva "Sala della Pace" era un parallelo con le sale dei palazzi imperiali. Scienziati di spicco nel settore agricolo erano rappresentati nella "Sala della scienza".
Le decorazioni delle sale sono state conservate quasi interamente nei loro aspetti originali.